# Vườn quốc gia Yuraygir
Yuraygir là một công viên quốc gia ở New South Wales, Úc, tọa lạc 482 km (300 mi) về phía đông bắc của Sydney. Địa điểm này được thành lập vào năm 1980, là kết quả của việc sáp nhập và mở rộng của hai công viên quốc gia khác là Công viên quốc gia Angourie và Red Rock, cả hai đều được thành lập vào năm 1975. Vào thời điểm thành lập năm 1980, Yuraygir đã bị chia cắt và các lô đất đã được mua trong hai thập kỷ sau đó để hợp nhất các phân khu thành một khu vực được bảo vệ liền kề hơn. Đôi khi, những thương vụ mua lại này đòi hỏi sự đàm phán kéo dài (và có cả tranh chấp pháp lý) với chủ sở hữu đất.

## Từ nguyên
Cái tên của công viên là từ dịch phiên âm của bộ lạc bản địa sống trong khu vực, và trước đây đã được phiên âm thành những cái tên khác nhau như Jeigir, Jiegera, Jungai, Yagir, Yegera, Yegir, Yiegera và Youngai.

## Vị trí
Công viên Yuraygir bao gồm 65 km (40 mi) đường bờ biển, đồng thời là công viên ven biển lớn nhất ở New South Wales. Đường bộ ven biển Yuraygir đi ngang qua bờ biển, và mất bốn ngày để đi qua hết. Yuraygir có 48 bãi biển, trong đó có bãi biển Shelley được đánh giá cao dài 800 mét (2.600 ft).

## Sinh vật
Có ba mươi loài động vật có vú đã được ghi nhận trong công viên, bao gồm Aepyprymnus rufescens, mèo túi hổ (Dasyurus maculatus), Phascogale tapoatafa và Petaurus norfolcensis. Đầm lầy và cây thạch nam ẩm là môi trường sống của loài Pezoporus wallicus và cú lợn đồng cỏ châu Úc (Tyto longimembris) đang bị đe dọa.
Các sinh vật gây hại hoang dã bao gồm lợn, mèo, chó, ngựa và cáo, trong khi cỏ dại có thể bao gồm Baccharis halimifolia, Chrysanthemoides monilifera, Bông ổi và Pinus elliottii.